# Stanley Hauerwas

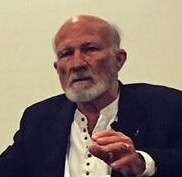
Stanley Hauerwas 2015

Stanley M. Hauerwas (* 24. Juli 1940 in Dallas, Texas) ist ein evangelisch-methodistischer Theologe, Pazifist und Autor, der von 1970 bis 1983 an der University of Notre Dame in South Bend in Indiana und von 1983 bis 2013 als Professor für theologische Ethik an der Duke University in Durham in North Carolina lehrte. Vom TIME Magazine wurde er 2001 als „Amerikas bester Theologe“ bezeichnet; wozu er bemerkte, dass „der beste“ keine theologische Kategorie sei. Er war eine starke Stimme nach 9-11 gegen den Krieg gegen den Terror.

## Leben
Hauerwas' Vorfahren kamen von Minnesota und Alabama und ließen sich in Texas nieder, weil es da weniger fremdenfeindlich zuging als in Alabama. Er wuchs in einer Arbeiterfamilie in Pleasant Grove im Süden von Dallas in Texas auf. Er besuchte 1954 bis 1956 die Pleasant Grove High School und 1956 bis 1958 W. W. Samuell High School. Da sein Vater und dessen fünf Brüder Maurer waren, half er schon früh auf dem Bau mit und führte später auch Maurerarbeiten aus. Seine Familie besuchte die Pleasant Mount Methodist Church, wo auch er getauft und konfirmiert wurde.
Hauerwas besuchte als erster der Familie ein College, die Southwestern University in Georgetown, die in Verbindung mit der United Methodist Church stand. Es war eine fremde Welt für ihn, aber er wurde von John Score, seinem Philosophielehrer, stark gefördert. 1962 erhielt er seinen Bachelor. Dann studierte er an der Yale Divinity School der Yale University weiter. Bei Dick Smeltzer in der methodistischen Kirche von Hamden Plains machte er ein Praktikum in der Sonntagsschule und Jugendarbeit. Um Geld zu verdienen, arbeitete er teilweise in den sommerlichen Semesterferien in einer Metallröhrenfabrik. Beim Ethiker James Gustafson lernte er die Schriften von Søren Kierkegaard und Ludwig Wittgenstein kennen und schätzen. Er absolvierte seinen Master und machte 1968 einen Doktorgrad in christlicher Ethik.
Nach seinem Abschluss in Yale 1968 lehrte Hauerwas zuerst am lutherischen Augustana College in Rock Island in Illinois, bevor er 1970 an die katholische University of Notre Dame in South Bend in Indiana wechselte. 1983 übernahm er die Gilbert-T.-Rowe-Professur und wurde Professor für theologische Ethik an der Divinity School der Duke University. 2013 wurde er emeritiert. 2014 wurde er noch auf den Lehrstuhl der theologischen Ethik an die University of Aberdeen berufen.
Hauerwas ist ein profunder Kenner der Werke der Philosophen und Theologen Aristoteles, Thomas von Aquin, Søren Kierkegaard, Karl Barth, Ludwig Wittgenstein, John Howard Yoder, Alasdair MacIntyre, Michel Foucault und William James.

## Ehrungen
- 2001 erhielt Hauerwas einen Ehrendoktor der University of Edinburgh.
- 2001 wurde er vom TIME Magazine als Amerikas bester Theologe bezeichnet.
- 2001 konnte er bei den Gifford Lectures im schottischen St Andrews sprechen, der Titel lautete: Das Korn des Universums (englisch: The grain of the universe).
- 2003 wurde er in die American Academy of Arts and Sciences gewählt.

### Das Korn des Universums
Hauerwas war erstaunt, dass er als Redner zu den Lectures 2001 eingeladen war, da er eigentlich wenig Sympathie für die Natürliche Theologie hatte. Der Gründer Lord Adam Gifford wollte die Wissenschaftlichkeit der Natürlichen Theologie fördern, er machte jedoch keine thematischen Einschränkungen. So nutzte Hauerwas diese Gelegenheit, um die Möglichkeiten der natürlichen Theologie in Verbindung mit Lehre und Ethik auszuloten. Seine Grundthese war, dass die Wahrheit des Christentums nicht nachgewiesen, aber geglaubt und bezeugt werden könne. Die überzeugendste Variante sei das Zeugnis eines Lebens, das im Einklang mit dem Evangelium gelebt werde. Wenn diese Lehren lebbar seien, dann können sie auch wahr sein. Hauerwas ging auch auf William James, Reinhold Niebuhr und Karl Barth ein, die bereits früher Gegenstand von Gifford Lectures waren. James, der die Vielfalt religiöser Erfahrung von der Psychologie her verstehen wollte, und Niebuhr, dessen Natur und Bestimmung des Menschen der orthodoxen christlichen Lehre widerspräche, liegen für Hauerwas nur wenig auseinander und hätten für die christliche Lehre wenig Aussagekraft.
In radikalem Kontrast dazu stünde Karl Barth. Er weigerte sich zu akzeptieren, dass es gute intellektuelle Gründe gäbe, die Wahrheit des Evangeliums mit Prämissen zu begründen. Die Wahrheit käme als Offenbarung von außen, als solche könne sie auch nie nachgewiesen und bewiesen werden, sondern müsse geglaubt werden. Barth selbst, John Howard Yoder und Papst Johannes Paul II wurden von Hauerwas als Beispiele und Zeugen für die Lebendigkeit und Wahrheit des Evangeliums angeführt. Durch den Tod und die Auferstehung von Jesus Christus werde alles im Universum neu bestimmt und erhalte einen kosmischen Charakter, das Korn des Universums.

## Ethische Positionen
Hauerwas ist überzeugter christlicher Pazifist und Vertreter der Gewaltlosigkeit. Er wendet sich gegen die Theorie vom gerechten Krieg und gegen Nationalismus, insbesondere gegen amerikanischen Patriotismus, der in seinen Augen keinen Platz in der Kirche hat. Die konstantinische Wende hält er für eine kirchengeschichtliche Fehlentwicklung; die Kirche dürfe sich nicht mit dem Staat bzw. der Welt verbinden, sondern müsse eine Gegenkultur der Vergebung und Versöhnung, der Fremdenfreundlichkeit und Wehrlosigkeit bilden. Denn zwischen 1960 und 1980 seien auch die USA und Westeuropa in eine nachchristliche Epoche eingetreten, die die Kirchen und das Verhältnis von Kirche und Staat verändert haben. In dieser postmodernen Zeit gelte es wieder neu, die richtigen Fragen zu stellen und von Christus gemeinsam die bereitgestellten Antworten zu hören und zu tun.
In seinen theologischen Ausführungen beruft er sich auf Positionen von Dietrich Bonhoeffer, Karl Barth und John Howard Yoder und grenzt sich von den existenziellen Ansätzen Rudolf Bultmanns und Paul Tillichs und dem Kulturprotestantismus von Reinhold Niebuhr und H. Richard Niebuhr ab. Den konservativ-evangelikalen Geistlichen Jerry Falwell und seine Moral-Majority-Bewegung kritisierte er scharf, weil sie ähnlich wie der Kulturprotestantismus von der Demokratie, dem National- und Rechtsstaat Hilfe erwarteten, die eigentlich nur Gott geben und in einer Gemeinschaft bewirken kann.
Daher tritt Hauerwas auch gegen Abtreibung und Todesstrafe auf. Aber er lässt sich nicht in die Kategorien liberal und konservativ einteilen, die er besonders für die christlichen Kirchen nicht zielführend findet. Auch der Protestantismus komme an sein Ende, weil die katholische Kirche auf Mankos ädaquat reagiert habe, und eine Trennung nicht länger Sinn mehr mache.

## Privates
Hauerwas war von 1962 bis 1987 mit seiner Jugendliebe Anne Harley verheiratet. Sie hatten zusammen einen Sohn. Seine Frau hatte seit 1974 eine bipolare Störung und war manisch-depressiv, was ihre Ehe zunehmend beeinträchtigte, zerrüttete und schließlich zur Scheidung führte. Er heiratete 1989 die Theologin Paula Gilbert, die ihm auch eine intimere und intensivere Gottesbeziehung vorlebte. So konnte er sich weiterentwickeln und seine Lehrbegabung ausüben. Darüber schrieb er 2010 sehr persönlich und ausführlich in seiner Autobiographie Hannah's Child - A Theologian's Memoir, das bei Eerdmans in Grand Rapids erschienen ist.

## Werke

### Deutsch
- Selig sind die Friedfertigen. Ein Entwurf christlicher Ethik. Neukirchener, Neukirchen-Vluyn 1995, ISBN 3-7887-1555-3 (Übersetzung: Guy Marcel Clicqué Reihe: Evangelium und Ethik, Bd. 4)
- Mit William H. Willimon: Christen sind Fremdbürger. Wie wir wieder werden, was wir sind: Abenteurer der Nachfolge in einer nachchristlichen Gesellschaft. Fontis, Basel 2016, ISBN 978-3-03848-075-4

### Englisch (Auswahl)
- The Peaceable Kingdom: A Primer in Christian Ethics, University of Notre Dame Press, South Bend 1983 & 1991, ISBN 978-0-268-01554-1.
- Against the Nations: War and Survival in a Liberal Society, University of Notre Dame Press, South Bend 1985 und 1992, ISBN 978-0-26800-638-9.
- Suffering Presence. Theological Reflections on Medicine, the Mentally Handicapped and the Church, University of Notre Dame Press, South Bend 1986 und T.& T.Clark, 1988, ISBN 978-0-56729-142-4
- Christian Existence Today: Essays on Church, World, and Living in Between, 1988, ISBN 1-58743-022-3.
- with William H. Willimon: Resident Aliens: Life in the Christian Colony, 1989 (mit William H. Willimon), ISBN 0-687-36159-1 (mehrere Neuauflagen, so bei Riggins, Punta Gorda Florida 2014).
- A Community of Character: Toward a Constructive Christian Social Ethic, University of Notre Dame Press, South Bend 1991.
- After Christendom: How the Church Is to Behave If Freedom, Justice, and a Christian Nation Are Bad Ideas, Abingdon Press, 1991, ISBN 0-687-00929-4.
- with William H. Willimon: Preaching to Strangers: Evangelism in Today's World, Westminster John Knox Press, 1993, ISBN 978-0-664-25105-5.
- Unleashing the Scripture: Freeing the Bible from Captivity to America, 1993, ISBN 0-687-31678-2.
- Dispatches from the Front: Theological Engagements With the Secular, Duke University Press, Durham 1994 & 1995, ISBN 0-8223-1475-4.
- God, Medicine and Suffering, Eerdmans, Grand Rapids 1994, ISBN 978-0-802-80896-7.
- In Good Company : Church as Polis, University of Notre Dame Press, South Bend 1997.
- Why Narrative? : Readings in Narrative Theology, Wipf & Stock, Eugene 1997.
- Prayers Plainly Spoken, InterVarsity Press, 1999.
- with William H. Willimon: The Truth About God: The Ten Commandments in Christian Life, Abingdon Press, 1999, ISBN 978-0-687-08202-5.
- The Hauerwas Reader, hg. von John Berkman / Michael Cartwright, Duke University Press, Durham, NC 2001, ISBN 0-8223-2691-4.
- With the Grain of the Universe: The Church's Witness and Natural Theology: Being Gifford Lectures Delivered at the University of St. Andrews in 2001, Baker Book House 2001, ISBN 978-1-5874-3016-9.
- with Frank Lentricchia und Rowan Williams: Dissent from the Homeland: Essays After September 11: Essays on September 11, Duke University Press, Durham 2003, ISBN 978-0-82236-540-2
- Performing the Faith: Bonhoeffer and the Practice of Nonviolence, Wipf & Stock, Eugene 2004, ISBN 1-58743-076-2.
- The Cross-shattered Christ: Meditations on the Seven Last Words, Darton, Longman & Todd 2005
- The State of the University: Academic Knowledges and the Knowledge of God (Illuminations - Theory & Religion): Academic Knowledge and the Knowledge of God, Wiley-Blackwell 2007.
- A Cross-Shattered Church: Reclaiming the Theological Heart of Preaching, Brazos 2009.
- Christian Existence Today: Essays on Church, World, and Living in Between, Wipf & Stock, 2010, ISBN 978-1-60899-710-7
- Sunday Asylum: Being the Church in Occupied Territory, The House, Studio 2010.
- Hannah's Child - A Theologian's Memoir, Eerdmans, Grand Rapids/Cambridge 2010 und 2012, ISBN 978-0-8028-6739-1.
- Wilderness Wanderings: Probing Twentieth-Century Theology and Philosophy. Radical Traditions, SCM Press, 2011.
- Working with Words : On Learning to Speak Christian Wipf & Stock, 2011